# متسابق السرعة (فلم)
متسابق السرعة (بالإنجليزية: Speed Racer (film))هو فيلم 2008 رياضي أكشن كوميدي كتابة، وإخراج وإنتاج مشترك بين الأختان وتشاوسكي، واستنادا إلى 1960s أنيمي ومانغا سلسلة تحمل نفس الاسم. بطولة إميل هيرش، كريستينا ريتشي، جون جودمان، سوزان ساراندون، ماثيو فوكس، روجر ألام، بينو فورمان، هيرويوكي سانادا، رين وريتشارد راوندتري، وهو مشروع أمريكي ألماني أنتجته فيلاج رود شو بيكتشرز، سيلفر بيكتشرز، الأختان وتشاوسكي، فيلوسيتي للإنتاج واستوديو بابلسبيرغ، وتوزيع شركة وارنر برذرز. تدورالقصة حول متسابق السرعة، وهو متسابق سيارات يبلغ من العمر 18 عامًا يتابع مسيرة شقيقه المتوفى على ما يبدو. يسبب اختياره للبقاء مخلصًا لعائلته وشركتهم متسابق الموتورز صعوبات بعد أن رفض عقدًا عرضه أرنولد رويالتون، مالك صناعات رويالتون.
كان الفيلم في طور التطوير منذ عام 1992، بعد أن غير الممثلين وصانعي الأفلام حتى عام 2006 عندما تعاون المنتج جويل سيلفر وواتشوسكيس لبدء الإنتاج على متسابق السرعة كفيلم عائلي. تم تصوير متسابق السرعة في وحولها بوتسدام وبرلين من يونيو إلى أغسطس 2007. قام مايكل جياشينو بتأليف نتيجة الفيلم.
تم عرض متسابق السرعة لأول مرة في 26 أبريل 2008 في مسرح نوكيا، تلاه إصدارها المسرحي العام في 9 مايو 2008. حقق الفيلم 93 مليون دولار في جميع أنحاء العالم بميزانية قدرها 120 مليون دولار، مما جعله فشلًا تجاريًا. تم ترشيحه لاحقًا في فئات متعددة في جوائز جائزة اختيار المراهقين وكذلك جائزة التوتة الذهبية. في وقت صدوره، تلقى الفيلم مراجعات سلبية في الغالب، وحصل على الثناء لتسلسله الحركي، والنتيجة الموسيقية لمايكل جياشينو، والتصوير السينمائي، والممثلين، لكنه انتقد سيناريو الفيلم ووقت التشغيل. في السنوات التي تلت صدوره، قد حصل على سرعة المتسابق على عبادة التالية مع بعض المعلقين اصفا اياه بانه «الاستخفاف» الفيلم.

## قصة الفيلم
متسابق السرعة شاب يبلغ من العمر 18 عامًا لطالما كانت حياته وحبه سباقات السيارات. يدير والديه بوبس وأمي شركة متسابق الموتورز المستقلة، والتي يشارك فيها أيضًا شقيقه سبيرتل وحيوانه الشمبانزي شيم شيم، والميكانيكي سباركي وصديقته تريكسي. عندما كان طفلًا، مثل سبيد شقيقه الأكبر، ريكس ريسر، الذي سجل الأرقام القياسية، والذي قُتل على ما يبدو أثناء السباق في كاسا كريستو 5000 (أي كي أي ذا كروسيبل)، وهو سباق قاتل عبر الضاحية. الانطلاق في مسيرته المهنية، يجتاح سبيد عالم السباقات بسرعة بمهارته خلف عجلة قيادة أخيه خمسة ماخ وسيارته الخاصة تي-180 وهي ماخ 6، على الرغم من اهتمامه بشكل أساسي بفن السباق والرفاهية من عائلته.
يقدم أرنولد رويالتون، صاحب تكتل صناعات رويالتون، أسلوب حياة فخمًا مذهلاً لـ سبيد مقابل التوقيع على السباق معه. على الرغم من إغرائه، يتراجع سبيد بسبب عدم ثقة والده في الشركات المتعطشة للسلطة. غاضبًا، يكشف رويالتون أنه لسنوات عديدة، تم إصلاح السباقات الرئيسية من خلال مصالح الشركات، بما في ذلك نفسه، لتحقيق الأرباح. يخرج رويالتون عن غضبه على سبيد من خلال جعل سائقيه يجبرون سبيد على وقوع حادث يدمر ماخ 6 ويقاضي متسابق الموتورز لانتهاك حقوق الملكية الفكرية. تحصل سبيدعلى فرصة للانتقام من خلال المفتش كاشف، رئيس قسم جرائم الشركات بوكالة استخبارات. من المفترض أن المتسابق تايجو توجوكان لديه دليل يمكن أن يوجه الاتهام إلى رويالتون ولكنه لن يقدمه إلا إذا وافق سبيد المتسابق إكس (شخصية متسابق السرعة) المقنع الغامض على التسابق مع فريقه في كاسا كريستو 5000، والذي يمكن أن يرفع أيضًا سعر سهم أعمال السباقات لعائلته بشكل كبير، منع شراء تعويضات رتبته رويالتون. يوافق سبيد ولكنه يبقي قراره سراً عن عائلته، ويقوم فريق كاشف بإجراء العديد من التعديلات الدفاعية على خمسة ماخ لمساعدة سبيد في الرالي.
بعد القيادة معًا والعمل بشكل طبيعي كفريق واحد، يبدأ سبيد بالشك في أن «متسابق إكس» هو في الواقع شقيقه ربكس المتخفي. تكتشف عائلته أنه دخل السباق ووافقت على دعمه، رغم أن بوبس غاضب منه لأنه لم يطلب الإذن بالسباق. بمساعدة عائلته وتريكسي، يهزم سبيد العديد من المتسابقين الوحشيين، الذين تم رشوتهم من قبل المثبت كرانشر بلوك لإيقافه، ويتغلب على عقبات يبدو أنها لا يمكن التغلب عليها للفوز بالسباق، بينما يعتقل فريق كاشف بلوك. ومع ذلك، تم الكشف عن ترتيب تايجو ليكون خدعة، لأنه كان مهتمًا فقط بزيادة قيمة شركة عائلته للاستفادة من شراء رويالتون. غاضبًا، يضرب سبيد المسار الذي اعتاد قيادته مع شقيقه، ويواجه متسابق إكس بشكه في أنه ريكس. يزيل متسابق إكس قناعه، ويكشف عن وجه غير مألوف، ويخبر سبيد أن ريكس قد مات بالفعل. ومع ذلك، يقدم متسابق إكس نصيحة سبيد بعدم السماح للسباق بتغيير ما هو عليه، قبل أن يطلب منه معرفة قيادته الخاصة. يعود سبيد إلى المنزل ويخطط للمغادرة، لكن بوبس يتحدث معه أنه فخور بأفعاله، وأنه كان مخطئًا في عدم السماح لـ سبيد بالدخول إلى السباق لأن عناده هو الذي دفع ريكس بعيدًا، قبل أن يكتشف أمر السباق - إصلاح المؤامرة. وصلت شقيقة تايجو هوروكو بشكل غير متوقع وقدمت له دعوة تايجو التلقائية المرفوضة إلى سباق الجائزة الكبرى. تتحد عائلة متسابق معًا وتبني سيارة ماخ 6 جديدة في 32 ساعة.
تدخل السرعة في سباق الجائزة الكبرى رغم احتمالات كبيرة؛ وضع رويالتون مكافأة قدرها 1,000,000 دولار على رأسه يتوق السائقون الآخرون إلى تحصيلها، وهو يواجه سائق قاعة الشهرة المستقبلي جاك «المدفع» تايلور. تتغلب السرعة على البداية البطيئة في اللحاق بتايلور، الذي يستخدم أداة غش تسمى خطاف الرمح لإمساك الماكينة 6 ماخ بسيارته الخاصة. يستخدم سبيد مقابس القفز الخاصة به لتعريض الجهاز لكاميرات الفيديو، مما يتسبب في تحطم تايلور. تفوز السرعة بالسباق بعد أن كشفت بنجاح عن جرائم رويالتون. أثناء مشاهدة متسابق إكس، تم الكشف في مونتاج الفلاش باك أنه حقًا هو ريكس، الذي زيف وفاته وخضع لجراحة تجميلية لتغيير مظهره كجزء من خطته لحماية السرعة ورياضة السباق. اختار عدم الكشف عن هويته لعائلته، معلنًا أنه يجب أن يتعايش مع قراره. تحتفل عائلة متسابق بفوز سبيد كقبلة سبيد وتريكسي، ويتم إرسال رويالتون إلى السجن.

## طاقم العمل
- اميل هيرش في دور المتسابق السريع
  - نيكولاس إيليا في دور متسابق السرعة الشاب
- كريستينا ريتشي بدور تريكسي، صديقة سبيد.
  - أرييل وينتر في دور تريكسي الصغير.
- جون جودمان في دور بوبس ريسر، والد سبيد.
- سوزان ساراندون في دور أم المتسابق، والدة سبيد.
- ماثيو فوكس في دور المتسابق العاشر، متسابق مقنع غامض وهو ريكس الأخ الأكبر لـ سبيد.
  - سكوت بورتر في دور ريكس ريسر الشاب.
- روجر علام مثل أرنولد رويالتون، المالك الفاسد والرئيس التنفيذي لشركة صناعات رويالتون.
- بولي ليت في دور سبريتلي ريسر، الأخ الأصغر لـ سبيد.
- بينو فورمان كمفتش للكشف، رئيس قسم جرائم الشركات، مكتب المخابرات المركزية.
- هيرويوكي سانادا في منصب السيد موشا، الرئيس والمدير التنفيذي لشركة موشا موتورز.
- تمطر مثل تايجو توجوكان، متسابق مبتدئ.
- ريتشارد راوندتري في دور بن بيرنز، معلق السباق وبطل السباق السابق.
- كيك جوري بدور سباركي، ميكانيكي سبيد وأفضل صديق.
- جون بنفيلد في دور كرانشر بلوك، مصلح سباق محترف وقائد عصابة.
- كريستيان أوليفر بدور الأفعى أويلر، متسابق مظلل يرتدي ملابس سباق من جلد الثعبان.
- رالف هيرفورث في دور جاك «كانونبول» تايلور، متسابق نجم برعاية شركة صناعات رويالتون.
- يو نان مثل هوروكو توجوكان، أخت تايجو توجوخان.
- نايو والاس في دور مينكس، عالم وصديقة ريسر إكس.
- ميلفيل بوبو بدورجوني «جودبوي» جونز، معلق السباق.
- تم تصوير شيم شيم، الشمبانزي الأليف لـ سبريتلي وأفضل صديق له من قبل اثنين من الشمبانزي: «كنزي» و «ويلي».[2]
- توغو إيغاوا في دور تيتسوا توجوكان، ووالد تايجو وهوروكو، ومنافس مشترك لكل من رويالتون وموشا.

## الإنتاج

### التطوير
في سبتمبر 1992، أعلن جو بيتكا أن وارنر بروس. لديها خيار إنشاء فيلم واقعي مقتبس من سلسلة الرسوم المتحركة اليابانية والمانغا في الستينيات، متسابق السرعة، قيد التطوير في سيلفر بيكتشرز. في أكتوبر 1994، عُرض على المغني هنري رولينز دور المتسابق إكس. في يونيو 1995، تم اختيار جوني ديب في الدور الرئيسي لـ سبيد ريسر ، ومن المقرر أن يبدأ الإنتاج في أكتوبر القادم،  بالتصوير. مكان في كاليفورنيا وأريزونا. في أغسطس التالي، طلب ديب إجازة في الاستوديو للعمل الشخصي، مما أدى إلى تأخير الإنتاج. ومع ذلك، بسبب الميزانية المرتفعة للغاية،  في نفس أغسطس، غادر المخرج جوليان تمبل المشروع. ديب، بدون مدير، غادر المشروع أيضًا. اعتبر الاستوديو أن المخرج جوس فان سانت بديلاً عن تمبل،  الرغم من أنه لن يمنح امتيازات الكتابة لفان سانت. في ديسمبر 1997، عين الاستوديو لفترة وجيزة ألفونسو كوارون كمخرج. في التجسيدات المختلفة للمشروع، تم التعاقد مع كتاب السيناريو مارك ليفين وجنيفر فلاكيت وجيه جيه أبرامز وباتريك ريد جونسون لكتابة سيناريوهات.

#### ما قبل الإنتاج

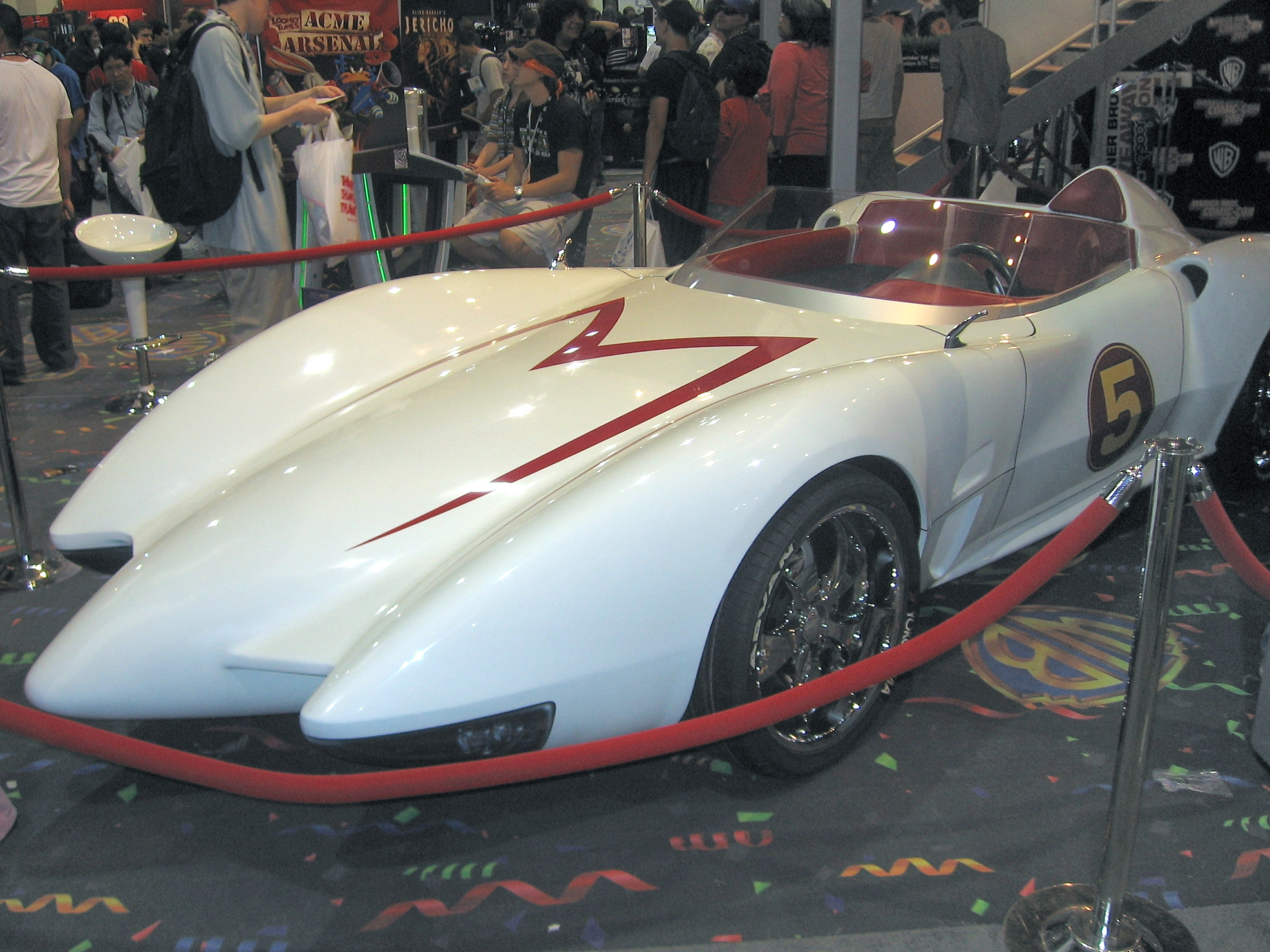
تم تعليق سيارة خمسة ماخ (التي عُرضت في معرض سان دييغو كومك كون إنترناشونال لعام 2007) ، على الرغم من أنها سيارة تعمل بكامل طاقتها ، من رافعة لتسلسلات الفيلم وكان لها تأثيرات آلية تم إنشاؤها بواسطة الكمبيوتر.

في أكتوبر 2006، تم إحضار الأختان وتشاوسكي على متن الاستوديو لكتابة الفيلم وتوجيهه. أوضح المنتج جويل سيلفر، الذي تعاون مع واتشوسكيس لـ ثاء رمزا للثأر وثلاثية الماتريكس، أنهم كانوا يأملون في الوصول إلى جمهور أوسع بفيلم لم يتم تصنيفه (R ) من قبل جمعية الفيلم الأمريكي. تم إحضار مصمم المؤثرات المرئية جون جايتا، الحائز على جائزة الأوسكار لأفضل مؤثرات بصرية عن ذا ماتريكس (فيلم) لـ واتشوسكيس، للمساعدة في تصور جعل Sسبيد ريسر في تكيف حي. كان من المقرر أن يبدأ الإنتاج في صيف 2007 في المواقع الأوروبية لإصدار صيف 2008. في نوفمبر 2006، تم تحديد تاريخ إصداره في 23 مايو 2008. وصف المنتج جويل سيلفر سبيد ريسر بأنه فيلم عائلي يتماشى مع هدف واتشوسكيس للوصول إلى جمهور أوسع.

##### التصوير
في فبراير 2007، اختار واتشوسكيس استوديو بابلسبيرغ في بوتسدام بألمانيا للتصوير. في مارس التالي، نقلت شركة وارنر برذرز. تاريخ الإصدار قبل أسبوعين إلى 9 مايو 2008. حصل الاستوديو على منحة قدرها 12.3 مليون دولار من الصندوق الفيدرالي الألماني الجديد للأفلام، وهي الأكبر حتى الآن من المنظمة، لإنتاجه في منطقة برلين-براندنبورغ. تمت زيادة المبلغ لاحقًا إلى 13 مليون دولار. بدأ التصوير الرئيسي في 5 يونيو 2007 في برلين،  وتم تصويره بالكامل مقابل شاشة خضراء،  واستمر 60 يومًا.  تم تصوير واتشوسكيس في فيديو عالي الوضوح لأول مرة. باستخدام الكاميرا، استخدم واتشوسكيس نهجًا متعدد الطبقات من شأنه أن يضع كل من المقدمة والخلفية في بؤرة التركيز لمنحها مظهر الرسوم المتحركة الواقعية. وفقًا لسيلفر، فإن الفيلم له نظرة «مستقبل رجعي».  انتهى التصوير في 25 أغسطس 2007.

## الإطلاق
قدرت صحيفة لوس أنجلوس تايمز أن ما يقرب من 5000 منتج متعلق بأفلام سبيد ريسر تم ترخيصها من قبل شركة وارنر برذرز. كان الفيلم مدعومًا من عدة شركاء ترويجيين بأكثر من 80 مليون دولار في دعم التسويق. ويتضمن شركاء جنرال ميلز، ماكدونالدز، الهدف، توبس، إيسورانس، ماتيل، ليغو وبتروبراس. حصل الفيلم أيضًا على دعم من شركات خارج أمريكا في محاولة لجذب الجماهير الدولية. مع الدعم المبكر قبل إصدار الفيلم، قدم الاستوديو نماذج كمبيوتر ثلاثية الأبعاد لمركبة سبيد ريسرخمسة ماخ للشركات حتى يتمكنوا من عرض السيارة بدقة في بضائعهم.
أنتجت شركة ماتيل ألعابًا تعتمد على الفيلم من خلال عدة أقسام. أنتجت هوت ويلز مركبات مصبوبة ومجموعات سباقات ومجموعات حلبات. أنتجت تايكو الدولية مجموعات خمسة ماخ التي يتم التحكم فيها عن بُعد ومجموعات السباق. أنتجت ألعاب راديكا للفيديو يمكن للاعبين من خلالها استخدام عجلة السيارة، إلى جانب الترويج المشترك مع لعبة الفيديو يو بي فانكيز. أصبحت المنتجات متاحة في مارس 2008. أيضًا، أنتجت شركة ليجو أربع مجموعات ليجو بناءً على الفيلم. كجزء من الرابطة الترويجية لـ جينرال ميلز، خلال 2008 مرون رويال يقدم دان لوري 400، وهو جزء من سلسلة كأس ناسكار سبرينت 2008، تم تحويل دودج تشارجر لـ الشركات الصغيرة رقم 43 الشهير إلى إصدار سلسلة مونستر إنرجي لكأس ناسكار من ماخ 5، بقيادة بوبي لابونت.

## الاستقبال
تم عرض سبيد ريسر لأول مرة في 26 أبريل 2008 خلال حدث تقدر قيمته بـ 500000 دولار في مسرح نوكيا في لوس أنجلوس، حيث حضر 4000 شخص.  تم إصداره في دور العرض العادية في 9 مايو 2008، حيث بلغ إجمالي أرباحه 18.561.337 دولارًا في عطلة نهاية الأسبوع الافتتاحية من حوالي 6700 شاشة في 3606 مسارح في الولايات المتحدة وكندا، ليحتل المرتبة الثالثة في شباك التذاكر خلف الرجل الحديدي وما يحدث في فيغاس. في عطلة نهاية الأسبوع الثانية، حققت 8117459 دولارًا واحتلت المرتبة الرابعة في شباك التذاكر. أغلق الفيلم عرضه في 1 أغسطس 2008 بمبلغ 43,945,766 دولارًا محليًا و 93,945,766 دولارًا في جميع أنحاء العالم. بناءً على إجماليها، تم اعتبارها قنبلة شباك التذاكر.   كانت النتائج أقل بكثير من توقعات الاستوديو ،  بالنظر إلى أن تكاليف إنتاج سبيد ريسر قدرت بأكثر من 120 مليون دولار.  على الرغم من انخفاض أرقام شباك التذاكر ، ظلت شركة وارنر برذرز. متفائلة بشأن مبيعات المنتجات المرتبطة بها بدءًا من الألعاب وحتى أحذية التنس. براد جلوب ، رئيس شركة وارنر برذرز. عبّرت منتجات المستهلك عن أملها في أن "لا نزال نؤدي أداءً جيدًا مع سبيد ريسر، معترفةً بأن "فيلمًا عملاقًا كان سيجعله أكبر بكثير" 

## وصلات خارجية
- الموقع الرسمي
- مقالات تستعمل روابط فنية بلا صلة مع ويكي بيانات